# نوبو توبیتا
نوبو توبیتا (انگلیسی: Nobuo Tobita; ۶ نوامبر ۱۹۵۹ – ) صداپیشگی در ژاپن، و بازیگر اهل ژاپن بود.